# 旱獺屬
旱獺屬是松鼠科的一個屬，包含15個物種。牠們通常會挖洞作為藏身居所，有冬眠习性。分布于中国西藏、青海、甘肃等地的喜马拉雅旱獭在唐代称为土拨鼠（《本草拾遗》）、鼧鼥鼠（《通典》）、𪕅鼥鼠（《新唐书》），而土拨鼠已成为本属物种的通称。草原犬鼠有时也稱為土撥鼠，但不納入本屬。
旱獺屬是草食動物，主要食物為草、漿果、地衣、苔蘚、根和花。

## 亞屬
以下旱獺屬種列表參考自 Thorington 與 Hoffman，加上之後發現的 M. kastschenkoi。兩位科學家將旱獺屬分做兩個亞屬。

### 旱獺亞屬Marmota
- 灰旱獺 M. baibacina：分佈於阿爾泰山、天山一帶
- 草原旱獺 M. bobak：分佈於東歐至中亞北部
- 長尾旱獺 M. caudata：分佈於中亞南部
- 阿拉斯加旱獺 M. broweri：分佈於阿拉斯加
- 堪察加旱獺（英语：Black-capped marmot） M. camtschatica：分佈於俄羅斯遠東
- 喜馬拉雅旱獺 M. himalayana：分佈於青藏高原及周邊地區
- 森林草原旱獺（英语：forest-steppe marmot） M. kastschenkoi：分佈於俄羅斯（歐洲部分）南部[2]
- 阿爾卑斯旱獺 M. marmota：分佈於歐洲的阿爾卑斯山、喀爾巴阡山、亞平寧山，並重新引入庇里牛斯山
- 明氏旱獺（英语：Menzbier's marmot）[3]（門氏旱獺[4]、緬茲比爾旱獭[5]）M. menzbieri：分佈於哈萨克斯坦、吉尔吉斯斯坦、乌兹别克斯坦三国交界地带
- 美洲旱獺 M. monax：分佈於北美洲
- 蒙古旱獺 M. sibirica：分佈於蒙古高原及周邊地區

### 岩旱獺亞屬Petromarmota
- 花白旱獺（英语：Hoary marmot） M. caligata：分佈於加拿大、阿拉斯加、美國西北部
- 黃腹旱獺 M. flaviventris：分佈於加拿大西南部與美國西部
- 奧林匹克旱獺（英语：Olympic marmot） M. olympus：美國華盛頓州奧林匹克半島特有種
- 溫哥華島旱獺（英语：Vancouver Island marmot） M. vancouverensis：加拿大不列顛哥倫比亞省溫哥華島特有種

## 滅絕物種
從化石紀錄中辨識出以下已滅絕種：
- †亞利桑那旱獺 M. arizonae：發現於美國亞利桑那州
- †M. arrodens：發現於美國華盛頓州
- †複齒旱獺 M. complicidens：發現於中國北方
- †M. korthi：發現於美國內華達州
- †長腿旱獺 M. longipes：發現於高加索
- †東北旱獺 M. mantchurica：發現於中國黑龍江
- †美洲小旱獺 M. minor：發現於美國內華達州
- †古高加索旱獺 M. paleocaucasica：發現於高加索
- †小旱獺 M. parva：發現於中國甘肅
- †原始旱獺 M. primigenia：發現於歐洲
- †圖們旱獺 M. tomanensis：發現於圖們江附近
- †陶勞蓋旱獺 M. tologoica：發現於外貝加爾
- †古代旱獺 M. vetus：發現於美國內布拉斯加州